# Dif Juz
Dif Juz foi um grupo de rock instrumental e pós-punk britânico que durou 1980 até 1986.

## Membros
- Alan Curtis (Duran Duran) - Guitarra (1980-1986)
- Dave Curtis - Guitarra, Teclado (1980-1986)
- Richie Thomas (The Jesus and Mary Chain) - Bateria, Saxofone (1980-1986)
- Gary Bromley - Baixo (1980-1986)

## Discografia

### Álbuns
- 1983 - Time Clock Turn Back
- 1983 - Who Says So?
- 1985 - Extractions
- 1986 - Out of the Trees (Coletânea)
- 1999 - Soundpool (Coletânea)

### EPs
- 1981 - Huremics
- 1981 - Vibrating Air